# Lepthyphantes beshkovi
Lepthyphantes beshkovi är en spindelart som beskrevs av Christo Deltshev 1979. Lepthyphantes beshkovi ingår i släktet Lepthyphantes och familjen täckvävarspindlar. Inga underarter finns listade i Catalogue of Life.